# Kostel svatého Jiří a svatého Jiljí
Římskokatolický kostel svatého Jiří a svatého Jiljí v Kopanině byl postaven v pozdně barokním slohu v letech 1768 až 1770 na místě gotické stavby připomínané již v roce 1250 a kolem roku 1400, která byla současně zbořena. Je chráněn jako kulturní památka České republiky.
Jedinou obdélníkovou loď s půlkruhovým presbytářem, k němuž je na severní straně přistavěna obdélníková sakristie, zakončuje věž v západním průčelí, která má čtvercový půdorys. Vybavení je převážně původní, hlavní oltář pochází ze třetí čtvrtiny 18. století. Okolo se nachází nevelký hřbitov. Zdejší farnost zanikla v roce 2005 sloučením se skalenskou farností, bohoslužby se konají jednou týdně.